# عبد الغفار شكر
عبد الغفار شكر (27 مايو 1936 - 31 أكتوبر 2021) هو مفكر يساري مصري، ونائب رئيس المجلس القومي لحقوق الإنسان المصري حاليا نائب رئيس مركز البحوث العربية والأفريقية بالقاهرة ورئيس حزب التحالف الشعبي الاشتراكي السابق امين التثقيف في التنظيم الشبابي الاشتراكي السابق وعضو المكتب السياسى لحزب التجمع الوطنى التقدمى الوحدوي سابقا.

## نشأته
ولد في 27 مايو 1936 بقرية تيرة مركز نبروه محافظة الدقهلية كان جده عمدة للقرية ثم أصبح والده عمدة للقرية من 1943 إلى 1946، تم فصل والده من العمودية لاسباب تتعلق بمناصرته لحزب الوفد، توفى والده في مايو 1947 بالسكتة القلبية وكان عمره حينها 11 عاما. تخرج من كلية الآداب جامعة القاهرة عام 1960.

## مسيرته
بدأ حياته السياسية مبكرا في عامة السابع عشرحيث التحق بهيئة التحرير في عام 1953 ثم بالاتحاد القومي عام 1958 ثم الاتحاد الاشتراكي عام 1963 وفي العام 1964 أصبح امينا للتثقيف في تنظيم الشباب الاشتراكي الذي كان يعتبر أحد الأجهزة المعلنة للاتحاد الاشتراكي وكذلك انتمى للتنظيم الطليعي الذي اسسه جمال عبد الناصر كتنظيم سري مواز للتنظيم العالمي للاتحاد الاشتراكي وتركز اهتماماته البحثية على: قضايا التطور الديمقراطى والمجتمع المدني بالوطن العربي، قضايا وخبرات العمل الحزبى والسياسي، قضايا التعاون والتنمية الاجتماعية، قضايا العولمة والرأسمالية وتأثيرها على الوطن العربي.

## كتبه
التحالفات السياسية في مصر 1976 ـ 1993، في التنظيم والتثقيف، القطاع الأهلى ودوره في بناء الديمقراطية مع الدكتور محمد مورو، تجديد الحركة التقدمية المصرية. وله دراسات منشورة كفصول في كتب، وفي دوريات عربية كالطريق والنهج والشاهد واليسار وآفاق اشتراكية واليسار الجديد